# Nørreskoven (Vejle)
 Denne artikel omhandler Nørreskoven ved Vejle. Opslagsordet har også en anden betydning, se Nørreskoven.
Nørreskoven er beliggende på skrænterne på nordsiden af Vejle Fjord. Nørreskoven (den nordlige skov) er især kendt for sine store gamle bøge. Her findes bøge plantet i 1710, de ældste i Vejles skove.
I Nørreskoven ligger blandt andet Frederik d. 7.'s høj, Helligkilden, Dyrehaven og Vejle Stadion – hjemmebane for Vejle Boldklub. Umiddelbart ved siden af Vejle Stadion finder man stilk-egen “Kong Hans Eg”, der stammer tilbage fra begyndelsen af 1500-tallet. 
Nørreskoven strækker sig fra Bredballe langs fjorden og helt ind i Vejle by. Nedenfor skoven langs Vejle Fjord finder man blandt andet badestranden Albuen, Skyttehushaven og det prestigefulde boligbyggeri Bølgen, der er Vestdanmarks dyreste boligprojekt per april 2009. Nord for skoven ligger bolig – og industriområdet Nørremarken.
Nørreskoven ved Vejle tilhører Vejle Kommune og ikke staten.